# White Pass and Yukon Railway
| Grenzpassage am White Pass |                           |                                               |                                               |
| |                           |                                               |                                               |
| Spurweite: | 914 mm (engl. 3-Fuß-Spur) |                                               |                                               |
| Maximale Neigung: | 39 ‰                      |                                               |                                               |
| Minimaler Radius: | 44 m                      |                                               |                                               |
| Zweigleisigkeit: | nein                      |                                               |                                               |
| |                           |                                               |                                               |
| \| \| \| Containerterminal \| 1956–1982 \| \| \| 0,0 \| Erzhafen \| 1969–1982 \| \| \| \| Hafen / Broadway Dock \| \| \| \| \| Skagway \| 10 m ü. M. \| \| \| 0,9 \| Skagway Junction \| Skagway Junction \| \| \| \| Congress Way \| \| \| \| 1,1 \| \| 1955– \| \| \| 1,5 \| \| \| \| \| \| Zugdepot \| \| \| \| 2,9 \| \| \| \| \| \| Betriebswerk mit Wendeschleife \| \| \| \| 3,7 \| \| \| \| \| 3,8 \| Alaska Street \| Alaska Street \| \| \| 4,2 \| Reid Creek \| Reid Creek \| \| \| 7,2 \| Boulder \| Boulder \| \| \| 8,2 \| \| \| \| \| 9,5 \| Denver (Alaska) \| Denver (Alaska) \| \| \| \| Rocky Point \| \| \| \| \| Pitchfork Falls \| \| \| \| 9,7 \| East Fork Bridge / Skagway River \| East Fork Bridge / Skagway River \| \| \| 11,1 \| Rocky Point \| Rocky Point \| \| \| 11,7 \| Brackett Road \| Brackett Road \| \| \| 13,7 \| Clifton \| Clifton \| \| \| 16,4 \| Black Cross Rock \| Black Cross Rock \| \| \| 19,8 \| Heney \| Heney \| \| \| 21,0 \| Skagway River \| Skagway River \| \| \| 22,7 \| Glacier (Laughton Glacier) \| 571 m ü. M. \| \| \| \| Trestle-Brücke (74 m) / Skagway River \| \| \| \| \| \| \| \| \| \| Slippery Rock \| \| \| \| \| Trestle-Brücke (50 m) \| \| \| \| 26,0 \| Tunnel 1 (84 m) \| Tunnel 1 (84 m) \| \| \| 27,2 \| Inspiration Point \| Inspiration Point \| \| \| 29,2 \| Dead Horse Gulch \| Dead Horse Gulch \| \| \| 29,3 \| \| \| \| \| \| Stahlauslegerbrücke (106 m) \| –1969 \| \| \| 29,7 \| Stahlbalkenbrücke (72 m) \| 1969– \| \| \| 29,9 \| Tunnel 2 (206 m) \| 1969– \| \| \| 30,1 \| \| \| \| \| 30,9 \| American Shed \| American Shed \| \| \| 32,8 \| White Pass AK \| 879 m ü. M. \| \| \| \| Staatsgrenze Vereinigte Staaten / Kanada \| \| \| \| \| Wendeschleife (1090 m Länge) \| \| \| \| \| Gateway \| \| \| \| 39,3 \| Meadows \| Meadows \| \| \| \| Tutshi River (65 m) \| \| \| \| \| Wendeschleife (580 m Länge) \| \| \| \| 44,6 \| Fraser Lake (British Columbia) \| 700 m ü. M. \| \| \| \| Ptarmigan Point \| \| \| \| \| Chilcoot (British Columbia) \| \| \| \| \| Klondike Highway \| \| \| \| 53,1 \| Log Cabin \| Log Cabin \| \| \| 57,9 \| Barry \| Barry \| \| \| \| Wendeschleife (730 m Länge) \| \| \| \| 65,3 \| Bennett (British Columbia) mit Depot \| 657 m ü. M. \| \| \| 74,7 \| Pavey (British Columbia) \| Pavey (British Columbia) \| \| \| 79,3 \| Graves \| Graves \| \| \| 83,0 \| Pennington (British Columbia) \| Pennington (British Columbia) \| \| \| 84,7 \| Grenze British Columbia – Yukon (Territorium) \| Grenze British Columbia – Yukon (Territorium) \| \| \| 89,5 \| Pit Spur \| Pit Spur \| \| \| 90,6 \| Dundalk (Yukon) \| Dundalk (Yukon) \| \| \| 95,6 \| Watson (Yukon) \| Watson (Yukon) \| \| \| \| Nares River (124 m) \| \| \| \| 108,6 \| Carcross (früher Caribou) mit Depot \| 659 m ü. M. \| \| \| 109,7 \| Wendeschleife (810 m Länge) \| Wendeschleife (810 m Länge) \| \| \| 112,7 \| aktuelles Gleisende (2022) \| aktuelles Gleisende (2022) \| \| \| 120,5 \| Lansdowne (Yukon) \| Lansdowne (Yukon) \| \| \| 127,8 \| Mount Lorne (Yukon) \| Mount Lorne (Yukon) \| \| \| 131,3 \| Minto (Yukon) \| Minto (Yukon) \| \| \| 134,7 \| Wette Lea (Yukon) \| Wette Lea (Yukon) \| \| \| 135,2 \| De Wette (Yukon) \| De Wette (Yukon) \| \| \| 143,1 \| Robinson (Yukon) \| Robinson (Yukon) \| \| \| 153 \| Cowley (Yukon) \| Cowley (Yukon) \| \| \| 160,8 \| Dugdale (Yukon) \| Dugdale (Yukon) \| \| \| 166,30,0 \| \| \| \| \| 166,5 \| Alaska Highway \| Alaska Highway \| \| \| 167,4 \| MacRae (Yukon) \| MacRae (Yukon) \| \| \| \| Carr Glynn (Yukon) \| \| \| \| 168,2 \| Wigan (Yukon) \| Wigan (Yukon) \| \| \| \| Utah (Yukon) \| \| \| \| 18,2 \| Pueblo (Yukon) \| Pueblo (Yukon) \| \| \| 177,8 \| Whitehorse (früher White Horse) \| 670 m ü. M \| |                           |                                               |                                               |
| Betriebs-/Güterbahnhof Streckenanfang |                           | Containerterminal                             | 1956–1982                                     |
| Strecke · Betriebs-/Güterbahnhof Streckenanfang | 0,0                       | Erzhafen                                      | 1969–1982                                     |
| Strecke · Betriebs-/Güterbahnhof Streckenanfang · Strecke |                           | Hafen / Broadway Dock                         | Hafen / Broadway Dock                         |
| Strecke · Strecke · Abzweig geradeaus und von links · Kopfbahnhof Streckenende und quer |                           | Skagway                                       | 10 m ü. M.                                    |
| Strecke · Abzweig geradeaus und von links · Strecke nach rechts | 0,9                       | Skagway Junction                              | Skagway Junction                              |
| Strecke · Bahnübergang |                           | Congress Way                                  | Congress Way                                  |
| Strecke nach links · Abzweig geradeaus und von rechts | 1,1                       |                                               | 1955–                                         |
| Abzweig geradeaus und nach links · Strecke von rechts | 1,5                       |                                               |                                               |
| Strecke |                           | Zugdepot                                      | Zugdepot                                      |
| Abzweig geradeaus und von links · Abzweig geradeaus und nach rechts | 2,9                       |                                               |                                               |
| Strecke · Dienststation / Betriebs- oder Güterbahnhof |                           | Betriebswerk mit Wendeschleife                | Betriebswerk mit Wendeschleife                |
| Abzweig geradeaus, nach links und von links · Strecke nach rechts | 3,7                       |                                               |                                               |
| Bahnübergang | 3,8                       | Alaska Street                                 | Alaska Street                                 |
| Brücke | 4,2                       | Reid Creek                                    | Reid Creek                                    |
| Dienststation / Betriebs- oder Güterbahnhof | 7,2                       | Boulder                                       | Boulder                                       |
| Brücke | 8,2                       |                                               |                                               |
| Haltepunkt / Haltestelle | 9,5                       | Denver (Alaska)                               | Denver (Alaska)                               |
| Dienststation / Betriebs- oder Güterbahnhof |                           | Rocky Point                                   | Rocky Point                                   |
| Brücke |                           | Pitchfork Falls                               | Pitchfork Falls                               |
| Brücke über Wasserlauf | 9,7                       | East Fork Bridge / Skagway River              | East Fork Bridge / Skagway River              |
| Haltepunkt / Haltestelle | 11,1                      | Rocky Point                                   | Rocky Point                                   |
| Bahnübergang | 11,7                      | Brackett Road                                 | Brackett Road                                 |
| Dienststation / Betriebs- oder Güterbahnhof | 13,7                      | Clifton                                       | Clifton                                       |
| Dienststation / Betriebs- oder Güterbahnhof | 16,4                      | Black Cross Rock                              | Black Cross Rock                              |
| Dienststation / Betriebs- oder Güterbahnhof | 19,8                      | Heney                                         | Heney                                         |
| Brücke über Wasserlauf | 21,0                      | Skagway River                                 | Skagway River                                 |
| Bahnhof | 22,7                      | Glacier (Laughton Glacier)                    | 571 m ü. M.                                   |
| Brücke über Wasserlauf |                           | Trestle-Brücke (74 m) / Skagway River         | Trestle-Brücke (74 m) / Skagway River         |
| Brücke |                           |                                               |                                               |
| Dienststation / Betriebs- oder Güterbahnhof |                           | Slippery Rock                                 | Slippery Rock                                 |
| Brücke über Wasserlauf |                           | Trestle-Brücke (50 m)                         | Trestle-Brücke (50 m)                         |
| Tunnel | 26,0                      | Tunnel 1 (84 m)                               | Tunnel 1 (84 m)                               |
| Dienststation / Betriebs- oder Güterbahnhof | 27,2                      | Inspiration Point                             | Inspiration Point                             |
| Dienststation / Betriebs- oder Güterbahnhof | 29,2                      | Dead Horse Gulch                              | Dead Horse Gulch                              |
| Strecke von links · Abzweig ehemals geradeaus und nach rechts | 29,3                      |                                               |                                               |
| Strecke · Brücke über Wasserlauf (Strecke außer Betrieb) |                           | Stahlauslegerbrücke (106 m)                   | –1969                                         |
| Brücke über Wasserlauf · Strecke (außer Betrieb) | 29,7                      | Stahlbalkenbrücke (72 m)                      | 1969–                                         |
| Tunnel · Strecke (außer Betrieb) | 29,9                      | Tunnel 2 (206 m)                              | 1969–                                         |
| Strecke nach links · Abzweig ehemals geradeaus und von rechts | 30,1                      |                                               |                                               |
| Dienststation / Betriebs- oder Güterbahnhof | 30,9                      | American Shed                                 | American Shed                                 |
| Dienststation / Betriebs- oder Güterbahnhof | 32,8                      | White Pass AK                                 | 879 m ü. M.                                   |
| Grenze |                           | Staatsgrenze Vereinigte Staaten / Kanada      | Staatsgrenze Vereinigte Staaten / Kanada      |
| |                           | Wendeschleife (1090 m Länge)                  |                                               |
| Dienststation / Betriebs- oder Güterbahnhof |                           | Gateway                                       | Gateway                                       |
| Dienststation / Betriebs- oder Güterbahnhof | 39,3                      | Meadows                                       | Meadows                                       |
| Brücke über Wasserlauf |                           | Tutshi River (65 m)                           | Tutshi River (65 m)                           |
| |                           | Wendeschleife (580 m Länge)                   |                                               |
| Bahnhof | 44,6                      | Fraser Lake (British Columbia)                | 700 m ü. M.                                   |
| Dienststation / Betriebs- oder Güterbahnhof |                           | Ptarmigan Point                               | Ptarmigan Point                               |
| ehemaliger Haltepunkt / Haltestelle |                           | Chilcoot (British Columbia)                   | Chilcoot (British Columbia)                   |
| Bahnübergang |                           | Klondike Highway                              | Klondike Highway                              |
| Dienststation / Betriebs- oder Güterbahnhof | 53,1                      | Log Cabin                                     | Log Cabin                                     |
| Dienststation / Betriebs- oder Güterbahnhof | 57,9                      | Barry                                         | Barry                                         |
| |                           | Wendeschleife (730 m Länge)                   |                                               |
| Bahnhof | 65,3                      | Bennett (British Columbia) mit Depot          | 657 m ü. M.                                   |
| ehemaliger Haltepunkt / Haltestelle | 74,7                      | Pavey (British Columbia)                      | Pavey (British Columbia)                      |
| Dienststation / Betriebs- oder Güterbahnhof | 79,3                      | Graves                                        | Graves                                        |
| ehemaliger Haltepunkt / Haltestelle | 83,0                      | Pennington (British Columbia)                 | Pennington (British Columbia)                 |
| ehemalige Grenze | 84,7                      | Grenze British Columbia – Yukon (Territorium) | Grenze British Columbia – Yukon (Territorium) |
| Dienststation / Betriebs- oder Güterbahnhof | 89,5                      | Pit Spur                                      | Pit Spur                                      |
| Dienststation / Betriebs- oder Güterbahnhof | 90,6                      | Dundalk (Yukon)                               | Dundalk (Yukon)                               |
| Dienststation / Betriebs- oder Güterbahnhof | 95,6                      | Watson (Yukon)                                | Watson (Yukon)                                |
| Brücke über Wasserlauf |                           | Nares River (124 m)                           | Nares River (124 m)                           |
| Bahnhof | 108,6                     | Carcross (früher Caribou) mit Depot           | 659 m ü. M.                                   |
| | 109,7                     | Wendeschleife (810 m Länge)                   | Wendeschleife (810 m Länge)                   |
| | 112,7                     | aktuelles Gleisende (2022)                    | aktuelles Gleisende (2022)                    |
| Haltepunkt / Haltestelle (Strecke außer Betrieb) | 120,5                     | Lansdowne (Yukon)                             | Lansdowne (Yukon)                             |
| Haltepunkt / Haltestelle (Strecke außer Betrieb) | 127,8                     | Mount Lorne (Yukon)                           | Mount Lorne (Yukon)                           |
| Haltepunkt / Haltestelle (Strecke außer Betrieb) | 131,3                     | Minto (Yukon)                                 | Minto (Yukon)                                 |
| Haltepunkt / Haltestelle (Strecke außer Betrieb) | 134,7                     | Wette Lea (Yukon)                             | Wette Lea (Yukon)                             |
| Haltepunkt / Haltestelle (Strecke außer Betrieb) | 135,2                     | De Wette (Yukon)                              | De Wette (Yukon)                              |
| Haltepunkt / Haltestelle (Strecke außer Betrieb) | 143,1                     | Robinson (Yukon)                              | Robinson (Yukon)                              |
| Haltepunkt / Haltestelle (Strecke außer Betrieb) | 153                       | Cowley (Yukon)                                | Cowley (Yukon)                                |
| Haltepunkt / Haltestelle (Strecke außer Betrieb) | 160,8                     | Dugdale (Yukon)                               | Dugdale (Yukon)                               |
| Verschwenkung von links (Strecke außer Betrieb) · Verschwenkung von rechts (Strecke außer Betrieb) | 166,30,0                  |                                               |                                               |
| Bahnübergang (Strecke außer Betrieb) · Strecke (außer Betrieb) | 166,5                     | Alaska Highway                                | Alaska Highway                                |
| Haltepunkt / Haltestelle (Strecke außer Betrieb) · Strecke (außer Betrieb) | 167,4                     | MacRae (Yukon)                                | MacRae (Yukon)                                |
| Strecke (außer Betrieb) · Haltepunkt / Haltestelle (Strecke außer Betrieb) |                           | Carr Glynn (Yukon)                            | Carr Glynn (Yukon)                            |
| Haltepunkt / Haltestelle (Strecke außer Betrieb) · Strecke (außer Betrieb) | 168,2                     | Wigan (Yukon)                                 | Wigan (Yukon)                                 |
| Haltepunkt / Haltestelle (Strecke außer Betrieb) · Strecke (außer Betrieb) |                           | Utah (Yukon)                                  | Utah (Yukon)                                  |
| Strecke (außer Betrieb) · Kopfbahnhof Streckenende (Strecke außer Betrieb) | 18,2                      | Pueblo (Yukon)                                | Pueblo (Yukon)                                |
| Kopfbahnhof Streckenende (Strecke außer Betrieb) | 177,8                     | Whitehorse (früher White Horse)               | 670 m ü. M                                    |

Die White Pass and Yukon Railway (auch White Pass and Yukon Route) (WP&YR) ist eine Eisenbahngesellschaft in Alaska, British Columbia und im Yukon. Sie besteht aus drei Tochtergesellschaften, die den Streckenabschnitt in den jeweiligen Bundesstaaten verwalten.

## Geschichte

### Vorgeschichte
Bereits 1885 gab es die ersten Überlegungen, eine Eisenbahn von der Küste in Südalaska ins Yukon-Gebiet zu bauen. Zunächst plante man, eine Strecke von Sitka oder Juneau über den Chilkoot-Pass zu errichten. Die Gründung der Chilkoot Pass and Summit Railroad Company wurde beantragt, jedoch mangels finanzieller Deckung nicht genehmigt.
Nachdem 1896 bei Dawson Gold gefunden worden war, kamen immer mehr Schürfer in das Gebiet am Yukon River und es entwickelte sich der Klondike-Goldrausch. Aus diesem Grund war es sehr bald notwendig, die Schürfgebiete um Dawson sowie ein kleineres Gebiet um Atlin in British Columbia an einen Hafen anzubinden, wo die Arbeiter ankamen. Aufgrund der geschützten Lage und der über den White Pass möglichen Trasse wählte man nun Skagway als Anfangspunkt. Gebaut werden sollte eine Eisenbahnstrecke bis nach Fort Selkirk, eine Strecke von 523 Kilometern. Aus Kostengründen entschied man sich, die Strecke in der Spurweite von drei Fuß (914 mm) zu bauen, was nur eine zehn Fuß breite Trasse erforderte, anstatt in Normalspur mit einer 15 Fuß breiten Trasse.
Zu diesem Zweck wurde 1897 in den drei Verwaltungsgebieten jeweils eine Eisenbahngesellschaft gegründet:
- in Alaska die Pacific and Arctic Railway and Navigation Company,
- in British Columbia die British Columbia Yukon Railway Company und
- im Yukon Territory die British Yukon Mining, Trading and Transportation Company, die 1900 in British Yukon Railway Company umgegründet wurde.

Am 30. Juli 1898 wurde schließlich die White Pass and Yukon Railway Company Limited in London gegründet, die daraufhin die drei Gesellschaften übernahm.

### Bau der Strecke
Der Bau hatte im Mai 1898 begonnen und bereits am 21. Juli des Jahres konnten nach einigen Problemen mit Soapy Smith, einem lokalen Bandenchef, die ersten 6,4 Kilometer Strecke bis Boulder eröffnet werden. Am 20. Februar 1899 erreichte der erste Personenzug den White Pass und damit die Staatsgrenze zu Kanada. Die 32,2 Kilometer lange Strecke von Skagway hierher überwand dabei 873 Höhenmeter. Ein Tunnel sowie zahlreiche Talbrücken mussten gebaut werden.

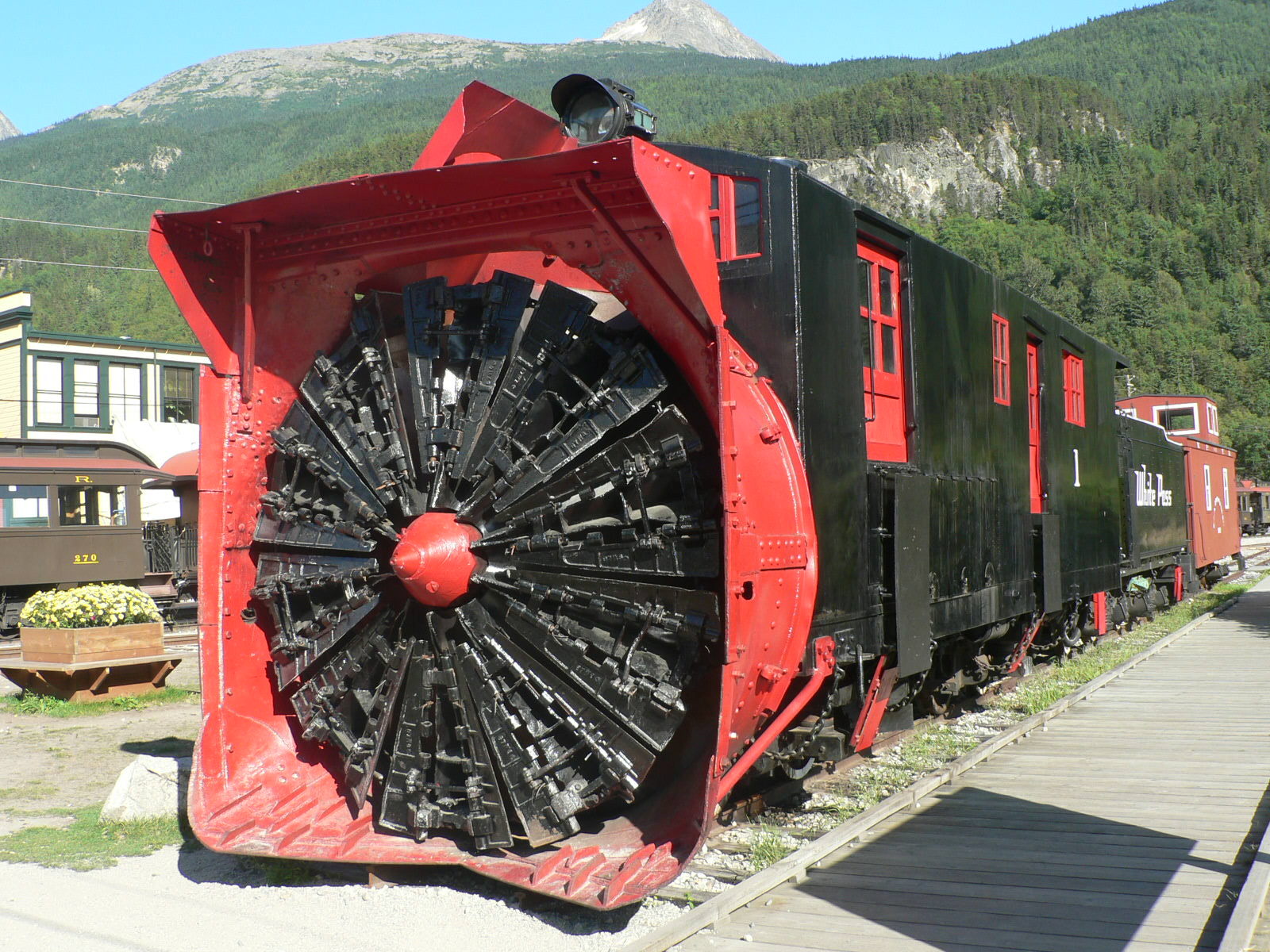
„Snow Blow No 1“, Baujahr 1899

Goldschürfer auf der Heimreise kamen am 6. Juli 1899 zeitig früh mit dem Dampfer in Bennett an und kauften Zugfahrkarten für einen Zug um 14 Uhr, obwohl auf dem Bahnhof noch kein Gleis vorhanden war. Sie hörten jedoch die Gleisarbeiter in zwei Meilen Entfernung. Viele Passagiere waren so erpicht auf eine Weiterfahrt, dass sie den Arbeitern halfen, die Strecke bis zum Bahnhof Bennett fertigzubauen, so dass der erste Zug pünktlich um 14 Uhr in Bennett abfahren konnte. Zwei Tage später wurde der reguläre Betrieb aufgenommen. Da Bennett nur eine provisorische Endstation war und man keine Drehscheibe bauen wollte, wendeten die Züge hier über ein Gleisdreieck.
Etwa zu dieser Zeit begannen die Bauarbeiten für den Abschnitt Carcross–Whitehorse. Der verbleibende Abschnitt zwischen Bennett und Carcross entlang des Ostufers des Lake Bennett gestaltete sich schwieriger und wurde später gebaut. Beide Streckenabschnitte gingen schließlich am 1. August 1900 in Betrieb, nachdem drei Tage vorher feierlich der letzte Nagel eingeschlagen worden war. Die gesamte Strecke hatte eine Länge von 177,7 Kilometern. Trotz der schwierigen klimatischen und topographischen Bedingungen kamen bei den Bauarbeiten nur 35 von insgesamt 35.000 Arbeitern ums Leben.
Da der Goldrausch bereits abklang, baute man die Strecke nicht weiter nach Dawson City und Fort Selkirk, wie ursprünglich geplant. Anstatt einer Eisenbahn richtete die Bahngesellschaft 1901 einen Postdienst zwischen Whitehorse und Dawson ein, der mit Pferdekutschen durchgeführt wurde. Mit diesen Wagen wurden auch Passagiere befördert. Außerdem besaß die Bahn 1910 17 Flussdampfer sowie 12 kleinere Schiffe, mit denen Passagiere über den Yukon River bis nach Zentralalaska befördert wurden.

### Die „Taku Tram“
Nun mussten noch die Goldfelder bei Atlin angeschlossen werden. Per Schiff konnte man von Carcross aus über den Wheaton River und den Tagish Lake, der vom Yukon River durchflossen wird, bis nach Taku City gelangen. Ab dort ist der Yukon nicht mehr schiffbar. Eine etwa vier Kilometer breite Landbrücke trennt den Tagish Lake vom Atlin Lake. Der Fluss ist an dieser Stelle sehr schmal und nicht für den Personen- und Lastentransport geeignet. Zur Überwindung dieser Landbrücke baute die im Februar 1899 gegründete Atlin Short Line Railway and Navigation eine Pferdebahn mit Holzschienen in der Spurweite von drei Fuß von Taku City zur Scotia Bay, von wo eine Fähre über den Atlin Lake nach Atlin fuhr. Die Bahn ging am 6. Juni 1899 in Betrieb und hatte den Spitznamen Taku Tram. Etwa ein Jahr nach der Betriebsaufnahme übernahm die WP&YR diese Bahn und baute die Anlagen in eine dampfbetriebene Bahn um, die am 18. Juli 1900 eröffnet wurde. Sie wurde schließlich 1951 stillgelegt. 1956 wurden die Gleise abgebaut. Der ehemalige Bahndamm ist heute ein unbefestigter Wanderweg (Trail).
Weitere Bahnprojekte zur Erschließung von Atlin und Umgebung wurden nie verwirklicht. Die Atlin Southern Railway hatte 1899 eine Konzession für eine Bahnstrecke von Log Cabin über Atlin nach Telegraph Creek erhalten, die jedoch nie gebaut wurde.
Im Erlebniszoo Hannover steht ein Nachbau einer der Dampflokomotiven, die „Duchees“.

### Pferdebahnen in Whitehorse
Bevor die WP&YR in Whitehorse ankam, gab es in der Umgebung der Stadt bereits Schienenverkehr. Im Frühjahr 1898 eröffnete Norman D. Macaulay die Canyon and White Horse Rapids Railway, eine Pferdebahn, entlang der Ostseite des Flusses in drei Fuß Spurweite, um den gefährlichen Miles Canyon südlich der Stadt zu umgehen. Kurz darauf eröffnete auch John Hepburn eine Bahn auf der Westseite des Flusses, die Miles Canyon and Lewes River Tramway. Macaulay kaufte schließlich die Bahn Hepburns auf und betrieb beide Bahnen gewinnbringend, bis sich 1900 die WP&YR der Stadt näherte. Er verkaufte schließlich beide Strecken an die Eisenbahn, die die westliche Trasse teilweise für den Bahnbau verwendete.

### Betrieb bis 1982
1910 ging ein 18,17 Kilometer langer Abzweig von MacRae nach Pueblo in Betrieb, um dort ein neues Bergbaugebiet zu erschließen. Inzwischen wurde in der Region mehr Silber, Kupfer und Blei abgebaut als Gold. Die Zweigstrecke nach Pueblo wurde schon 1918 wieder stillgelegt.
Im Juni 1934 erweiterte die Gesellschaft ihre Flotte um ein Wasserflugzeug, das nun ebenfalls Passagiere von Whitehorse nach Dawson brachte. Kurz darauf wurden weitere Flugzeuge gekauft und auch der Flugbetrieb von Skagway aus und zu weiteren Zielen nördlich von Whitehorse aufgenommen.
Nach der Weltwirtschaftskrise, unter der auch der Bergbau in der Region zu leiden hatte, fuhr teilweise nur einmal wöchentlich ein Personenzug. Die Situation änderte sich mit dem Kriegseintritt der USA im Dezember 1941. Die US Army übernahm ab dem 1. Oktober 1942 die Kontrolle über die Bahn. Zahlreiche Loks und Wagen wurden von anderen Bahnen nach Skagway abkommandiert, da die Bahn eine große strategische Bedeutung hatte: sie war bis 1978 die einzige Landverkehrsverbindung von Skagway in Richtung Yukon River. 17 Züge fuhren täglich über die Strecke, an Spitzentagen bis zu 34. In Skagway wurde eine Umfahrung der Stadt gebaut und die ursprüngliche Strecke auf dem Broadway wurde stillgelegt.
Nachdem die Army die Kontrolle über die WP&YR am 1. Mai 1946 wieder abgegeben hatte, wurde es wieder ruhig am White Pass. Die Bahngesellschaft musste 1951 liquidiert werden und wurde durch die neue White Pass and Yukon Corporation abgelöst. Diese Gesellschaft wurde 1973–1976 vom Konzern Federal Industries (jetzt Russel Metals) erworben. Noch in den 1950er Jahren lösten Dieselloks die in die Jahre gekommenen Dampfloks ab. 1956 fuhr auf der WP&YR der erste Containerzug der Welt. Als 1969 bei Whitehorse eine neue Blei- und Zinkmine eröffnet wurde, stiegen die Beförderungszahlen sprunghaft an. Noch im gleichen Jahr verlegte man die Strecke an der Dead-Horse-Schlucht. Die alte Stahlauslegerbrücke über die Schlucht mit ihren beiden hölzernen Trestle-Vorbrücken war den Belastungen der vielen Züge nicht mehr gewachsen. Die Bahn wird seither über eine neue Stahlbalkenbrücke und durch einen neuen zusätzlichen Tunnel geführt.
1982 mussten aufgrund der stark gesunkenen Metallpreise zahlreiche Minen geschlossen werden. Da die Bahn sich allein über den Personenverkehr nicht rechnete, legte man die Strecke am 7. Oktober des Jahres still. Die Anlagen der Bahn blieben jedoch betriebsfähig.

### Museumsbahn seit 1988

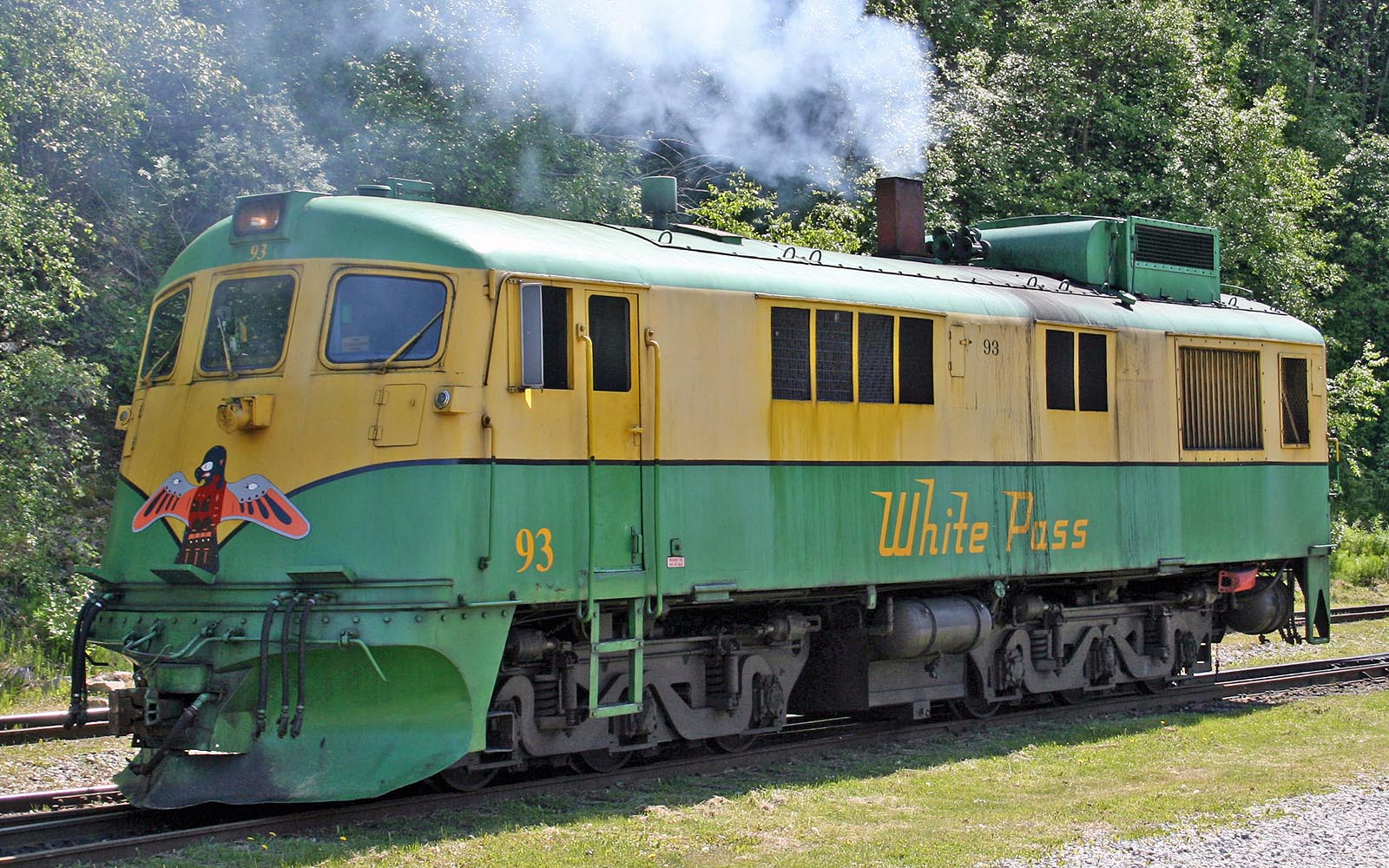
Lok 93 in Skagway (2006)

Da ab Ende der 1980er Jahre immer mehr Kreuzfahrtschiffe in Skagway landeten und der Tourismus in der Region anstieg, erkannte man den Nutzen der Bahn und beschloss, sie als Touristenbahn wieder zu betreiben. Bereits 1988 ging der in Alaska gelegene Abschnitt Skagway–White Pass wieder in Betrieb. Einige Fahrzeuge wurden von der im November 1988 stillgelegten Eisenbahn auf Neufundland gekauft. Im folgenden Jahr fuhren die Züge wieder bis Fraser, 1992 bis Bennett. Ab 1997 fuhren gelegentlich Züge bis Carcross, einen regulären Betrieb gab es dort zunächst jedoch nicht. Im gleichen Jahr gliederte Russel Metals die Bahngesellschaft und ein weiteres Transportunternehmen in die neu geschaffene Tri-White Corporation (später TWC Enterprises) aus.
Ab Mai 2007 fuhren die Züge wieder planmäßig bis Carcross. Nach heftigen Überschwemmungen musste am 27. Juli 2007 der Betrieb zwischen Bennett und Carcross für einige Zeit eingestellt werden, da die Brücke in Carcross nicht mehr betriebssicher war. Die Brücke konnte jedoch repariert werden, so dass wieder Züge bis Carcross verkehren.
Im Sommer 2018 wurde die Bahngesellschaft vom Kreuzfahrtunternehmen Carnival Corporation & plc erworben.

## Personenverkehr

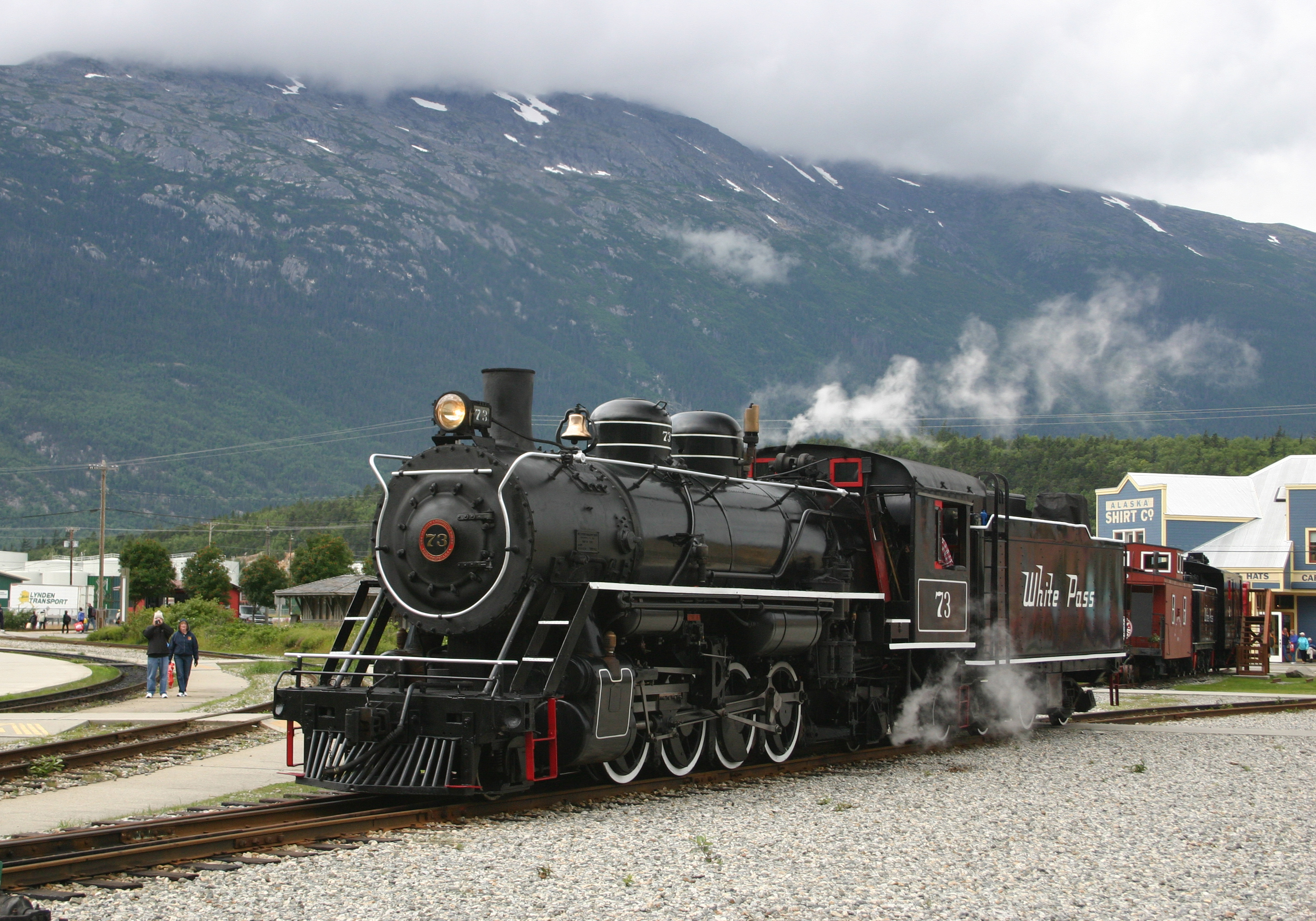
Lok 73 in Skagway 2006

Der Fahrplan vom Oktober 1913 sah einen täglichen Zug Skagway–Whitehorse vor, der in Richtung Yukon 7 Stunden 45 Minuten und in Richtung Hafen 7 Stunden und fünf Minuten benötigte. Die beiden Züge begegneten sich in Bennett. Auf der Strecke nach Pueblo fand kein Personenverkehr statt. Es ist nicht klar, ob auf der Strecke überhaupt jemals Personenzüge fuhren.
Nach dem Fahrplan vom 1. Juni 1934 gab es damals insgesamt drei Zugpaare. Ein gemischter Zug fuhr an Dienstagen, Donnerstagen, Samstagen und Sonntagen, ein weiteres gemischtes Zugpaar fuhr mittwochs und freitags von Skagway nach Whitehorse und donnerstags und samstags wieder zurück. Der dritte Zug verkehrte als reiner Personenzug und fuhr mittwochs und an Freitagen in beide Richtungen. Die Fahrzeit für die Strecke betrug zwischen 6 Stunden, 15 Minuten und 7 Stunden, 20 Minuten.
Laut Fahrplan vom 19. Mai 1964 fuhren zu dieser Zeit zwei Züge. Ein täglicher Zug fuhr über die gesamte Strecke und benötigte in Richtung Whitehorse 6 Stunden 15 Minuten und in Richtung Skagway 6 Stunden und 40 Minuten. Ein weiterer Zug verkehrte nur im Anschluss an die Liniendampfer in Skagway und fuhr nur bis Carcross. Die bahneigene Buslinie verkehrte einmal täglich von Whitehorse nach Beaver Creek an der Grenze zu Alaska.
2007 verkehrte ein täglicher Zug Skagway–Carcross, der für die Strecke über sechs Stunden benötigt – so viel wie 1934 ein Personenzug von Skagway bis Whitehorse brauchte. Seit 2010 wird Carcross mehrmals wöchentlich angefahren. Daneben fahren mehrere Züge, die nur bis White Pass, Fraser oder Bennett verkehren.

## Fahrzeuge
Derzeit umfasst der Fahrzeugpark insgesamt 24 Lokomotiven, von denen vier mit Dampf und 20 mit Diesel betrieben werden (Stand Juli 2024).
Von den vier Dampflokomotiven sind zwei im Betriebseinsatz und eine ist als nicht fahrbereites Ausstellungsstück in Carcross zu sehen. Der aktuelle Bestand an 20 Diesellokomotiven soll reduziert werden, sechs Maschinen vom Typ GEX3341 90Class aus den 1950er und 1960er Jahren stehen zum Verkauf.
Dazu kommen aktuell 97 Personenwagen und etwa 40 Güterwagen, darunter neun Container-Flachwagen, 17 Flachwagen und acht Selbstentladewagen. Außerdem stehen als Dienstfahrzeuge zwei Gleisbettplanierer, drei Schotterstopfmaschinen, zwei Kräne und vier Zweiwegefahrzeuge zur Verfügung.
| Dampflokomotiven    |                                 |                 |                             |                |                  | |  |
| The Duchess         | 0-6-0T (762 mm) 2-4-0T (914 mm) |                 | Baldwin Locomotive Works    | September 1878 | 4424             | Ehem. Dunsmuir, Diggle & Co., um 1889 auf 914 mm umgebaut, 1900 für die Taku Tram erworben, seit 1931 in Carcross ausgestellt, wurde kürzlich restauriert. |  |
| 52                  | 2-6-0                           |                 | Brooks Locomotive Works     | 1881           | 567              | Ehem. Utah and Northern Railroad, 1898 erworben, seit 1936 außer Dienst, 1969 bei einem Brand beschädigt, soll wieder restauriert werden.                  |  |
| 69                  | 2-8-0                           |                 | Baldwin Locomotive Works    | 1908           | 32962            | Seither bei der WP&YR in Betrieb. |  |
| 73                  | 2-8-2 „Mikado“                  |                 | Baldwin Locomotive Works    | 1947           | 73352            | Seither bei der WP&YR in Betrieb. |  |
| Diesellokomotiven   |                                 |                 |                             |                |                  | |  |
| 90                  | (C-C)                           | GEX3341 90Class | GE Transportation Systems   | Juni 1954      | 32060            | Wurde 2009 mit einem Cummins QSK45L Motor ausgestattet. |  |
| 91                  | (C-C)                           | GEX3341 90Class | GE Transportation Systems   | Juni 1954      | 32061            | Wurde 2010 mit einem Cummins QSK45L Motor ausgestattet. |  |
| 92                  | (C-C)                           | GEX3341 90Class | GE Transportation Systems   | Juni 1954      | 32709            | Wurde 2012 mit einem Cummins QSK45L Motor ausgestattet, steht seit 2022 zum Verkauf.                                                                       |  |
| 93                  | (C-C)                           | GEX3341 90Class | GE Transportation Systems   | Dezember 1956  | 32710            | Wurde 2012 mit einem Cummins QSK45L Motor ausgestattet, steht seit 2022 zum Verkauf.                                                                       |  |
| 94                  | (C-C)                           | GEX3341 90Class | GE Transportation Systems   | Dezember 1956  | 32711            | Wurde 2011 mit einem Cummins QSK45L Motor ausgestattet, steht seit 2022 zum Verkauf.                                                                       |  |
| 95                  | (C-C)                           | GEX3341 90Class | GE Transportation Systems   | März 1963      | 34592            | Wurde 2012 mit einem Cummins QSK45L Motor ausgestattet, steht seit 2022 zum Verkauf.                                                                       |  |
| 96                  | (C-C)                           | GEX3341 90Class | GE Transportation Systems   | März 1963      | 34593            | Wurde 2013 mit einem neuen Motor ausgestattet, steht seit 2022 zum Verkauf.                                                                                |  |
| 97                  | (C-C)                           | GEX3341 90Class | GE Transportation Systems   | März 1963      | 34594            | Wurde 2011 mit einem Cummins QSK45L Motor ausgestattet, steht seit 2022 zum Verkauf.                                                                       |  |
| 98                  | (C-C)                           | GEX3341 90Class | GE Transportation Systems   | Mai 1966       | 35790            | Wurde 2009 mit einem Cummins QSK45L Motor ausgestattet. |  |
| 99                  | (C-C)                           | GEX3341 90Class | GE Transportation Systems   | Mai 1966       | 35791            | Wurde 2010 mit einem Cummins QSK45L Motor ausgestattet, steht seit 2022 zum Verkauf.                                                                       |  |
| 100                 | (C-C)                           | GEX3341 90Class | GE Transportation Systems   | Mai 1969       | 35792            | Wurde im Jahr 2015 als Ersatzteilspender ausgeschlachtet und verschrottet.                                                                                 |  |
| 101                 | (C-C)                           | DL-535E         | American Locomotive Company | Mai 1969       | 602301           | 2020 verkauft an Durango and Silverton Narrow Gauge Railroad.                                                                                              |  |
| 103                 | (C-C)                           | DL-535E         | American Locomotive Company | Mai 1969       | 602303           | 2021 verkauft an Durango and Silverton Narrow Gauge Railroad.                                                                                              |  |
| 104                 | (C-C)                           | DL-535E         | American Locomotive Company | Mai 1969       | 602304           | |  |
| 106                 | (C-C)                           | DL-535E         | American Locomotive Company | Mai 1969       | 602306           | 2021 verkauft an Durango and Silverton Narrow Gauge Railroad.                                                                                              |  |
| 107                 | (C-C)                           | DL-535E         | American Locomotive Company | Mai 1969       | 602307           | 2020 verkauft an Durango and Silverton Narrow Gauge Railroad.                                                                                              |  |
| 108                 | (C-C)                           | DL-535E         | American Locomotive Company | Dezember 1971  | 605401           | |  |
| 109                 | (C-C)                           | DL-535E         | American Locomotive Company | Dezember 1971  | 605402           | |  |
| 110                 | (C-C)                           | DL-535E         | American Locomotive Company | Dezember 1971  | 605403           | |  |
| 114                 | (C-C)                           | DL-535ES        | Montreal Locomotive Works   | November 1982  | 61234            | Die Lok wurde 1995 erworben und im November 2023 an Cumbres & Toltec Scenic R.R. verkauft.                                                                 |  |
| 3001                | (C-C)                           | E3000CC-DC      | National Railway Equipment  | März 2020      | 278-3001-03-2020 | Hergestellt 2012 für Qube Holdings Australien als #1110, 2020 erworben.                                                                                    |  |
| 3002                | (C-C)                           | E3000CC-DC      | National Railway Equipment  | März 2020      | 278-3002-03-2020 | Hergestellt 2012 für Qube Holdings Australien als #1109, 2020 erworben.                                                                                    |  |
| 3003                | (C-C)                           | E3000CC-DC      | National Railway Equipment  | Juni 2020      | 278-3003-06-2020 | Hergestellt 2012 für Qube Holdings Australien als #1111, 2020 erworben.                                                                                    |  |
| 3004                | (C-C)                           | E3000CC-DC      | National Railway Equipment  | Juni 2020      | 278-3004-06-2020 | Hergestellt 2012 für Qube Holdings Australien als #1112, 2020 erworben.                                                                                    |  |
| 3005                | (C-C)                           | E3000CC-DC      | National Railway Equipment  | September 2020 | 274-3005-09-2020 | |  |
| 3006                | (C-C)                           | E3000CC-DC      | National Railway Equipment  | September 2020 | 274-3006-09-2020 | |  |
| [ 9 ] [ 10 ] [ 11 ] |                                 |                 |                             |                |                  | |  |

## Schiffslinie
Am 26. November 1955 nahm die Gesellschaft das erste Containerschiff der Welt, die Clifford J. Rogers, auf der Strecke zwischen Vancouver und Skagway in Betrieb. 1965 wurde die Clifford J. Rogers durch die Frank H. Brown abgelöst, die wiederum 1969 durch die Klondike ergänzt wurde.

## Nationale Würdigungen
In Kanada wurde die Eisenbahn, auf Grund der Bedeutung der Eisenbahnstrecke für den Transport in der Region, durch die kanadische Regierung und auf Vorschlag des Historic Sites and Monuments Board of Canada am 16. Juni 1986 zu einem „nationalen historischen Ereignis“ erklärt.
In den Vereinigten Staaten wurde die White Pass and Yukon Route im Jahr 1994 von der American Society of Civil Engineers in die List of Historic Civil Engineering Landmarks aufgenommen.